# Kitab al-Fihrist
Kitāb al-Fihrist (en árabe: كتاب الفهرست‎, Catálogo de libros) es un compendio del conocimiento y la literatura del Islam del siglo X compilado por Ibn al-Nadim (fallecido en 998). Hace referencia a aproximadamente diez mil libros y dos mil autores. Esta fuente crucial de literatura medieval árabe-islámica, informada por varias civilizaciones antiguas helénicas y romanas, conserva de su propia mano los nombres de autores, libros y relatos que de otro modo se habrían perdido por completo. Al-Fihrist es una prueba de la sed de conocimiento de Ibn al-Nadim entre el excitante y sofisticado entorno de la élite intelectual de Bagdad. Como registro de la civilización transmitida a través de la cultura musulmana al mundo occidental, proporciona material clásico único y vínculos con otras civilizaciones.

## Contenido
El Fihrist indexa autores, junto con detalles biográficos y críticas literarias. Los intereses de Ibn al-Nadim abarcaron las religiones, las costumbres y las ciencias, con facetas oscuras de la historia islámica medieval, así como obras sobre superstición, magia, teatro, poesía, sátira y música de Persia, Babilonia y Bizancio. Los contenidos de la compilación considera lo mundano, lo extraño, lo prosaico y lo profano. Ibn al-Nadim seleccionó y catalogó libremente la rica cultura de su tiempo a partir de varias colecciones y bibliotecas. El orden es principalmente cronológico y las obras se enumeran según cuatro órdenes internos: géneros; orfann (capítulos); maqala (discursos); y el Fihrist (el libro en su conjunto). Estos cuatro principios cronológicos de su sistema subyacente ayudan a los investigadores a interpretar la obra, recuperar información difícil de conseguir y comprender el método de composición, la ideología y los análisis históricos del autor.
El Fihrist muestra la riqueza, variedad y amplitud del conocimiento histórico y geográfico difundido en la literatura de la Edad de Oro del Islam, desde las civilizaciones modernas hasta las antiguas de Siria, Grecia, India, Roma y Persia. En el presente, sobrevive poco de los libros persas listados por Ibn al-Nadim.
El propósito del autor, establecido en su prefacio, es indexar todos los libros en árabe, escritos por árabes y otros, así como sus escritos, que tratan sobre diversas ciencias, con relatos de quienes los compusieron y las categorías de sus autores, junto con sus relaciones, sus fechas de nacimiento, duración de vida y fallecimiento, los lugares donde vivieron, y sus virtudes y defectos, desde el comienzo de la formación de la ciencia hasta su propio tiempo (377 - 987). El índice como forma literaria ya existía como tabaqat (biografías). Al mismo tiempo, en la parte occidental del imperio, en la sede omeya de Córdoba, el erudito andalusí Abū Bakr al-Zubaydī produjo Ṭabaqāt al-Naḥwīyīn wa-al-Lughawīyīn («Categorías de Gramáticos y Lingüistas»), diccionario biográfico de los primeros filólogos y lexicógrafos de las escuelas de gramática árabe y tafsir (exégesis coránica) deBasora, Kufa y Bagdad, casi contemporáneo con el Fihrist, que cubre gran parte del mismo material tratado en el capítulo II del Fihrist .

## Ediciones y capítulos
El Fihrist, escrito en el año 987, existe en dos tradiciones manuscritas, o "ediciones": la más completa contiene diez maqalat ("discursos"; Devin J. Stewart eligió definir maqalat como Libro al considerar la estructura de la obra de Ibn al-Nadim). Los primeros seis son bibliografías detalladas de libros sobre temas islámicos:
- Capítulo 1: Corán
  - 1.1 Idioma y caligrafía
  - 1.2 La Torá, el Evangelio
  - 1.3 El Corán
- Capítulo 2: Gramática
  - 2.1 Gramáticos de al-Baṣrah
  - 2.1 Gramáticos de al-Kūfah
  - 2.3 Gramáticos de ambas escuelas
- Capítulo 3: Hadīth
  - 3.1 Historiadores y genealogistas
  - 3.2 Autores funcionarios gubernamentales
  - 3.3 Cortesanos, cantantes y bufones
- Capítulo 4: Poesía
  - 4.1 Poetas preislámicos y de la era omeya
  - 4.2 Poetas de la era abasí
- Capítulo 5: Teología y Dogma
  - 5.1 Sectas musulmanas; los Mu'tazilah
  - 5.2 Shī'ah, Imāmīyah y Zaydīyah
  - 5.3 Mujbirah (deterministas) y al-Ḥashawīyah (tradicionalistas)
  - 5.4 Khawārij
  - 5.5 Ascetismo
- Capítulo 6: La Ley
  - 6.1 Mālik ibn Anas
  - 6.2 Abū Hanīfah
  - 6.3 al-Shāfi'i
  - 6.4 Dāwūd ibn 'Alī
  - 6.5 Autoridades legales (Shī'a y Ismā'īlīyah)
  - 6.6 Juristas de Ḥadīth
  - 6.7 Al-Ṭabarī
  - 6.8 Juristas de Shurāt
- Capítulo 7: Filosofía y Ciencias Antiguas
  - 7.1 Filosofía; filósofos griegos, al-Kindī et al.
  - 7.2 Matemáticas y astronomía
  - 7.3 Medicina; griega e islámica
- Capítulo 8: Literatura del Entretenimiento
  - 8.1 Cuentos y leyendas,
  - 8.2 Exorcistas, juglares, conjuradores y magos
  - 8.3 Fábulas y otros temas
- Capítulo 9: Doctrinas Religiosas 
  - 9.1 Ṣabeístas, (Maniqueos, Daisanismo, Kurramitas, Marcionismo, y otras sectas)
  - 9.2 Doctrinas (Maqalat) Hinduistas, Budistas y Chinas
- Capítulo 10: Alquimia.

Ibn al-Nadim afirma haber visto todas las obras enumeradas o que se basa en fuentes confiables.
Una edición más corta contiene (además del prefacio y la primera sección del primer discurso sobre las escrituras y los diferentes alfabetos) sólo los últimos cuatro discursos, es decir, las traducciones árabes del griego, del siríaco y de otras lenguas, junto con libros árabes compuestos según el modelo de estas traducciones. Quizás fue el primer borrador y la edición más larga (que es la que generalmente se imprime) fue una extensión.
Ibn al-Nadim suele mencionar el tamaño y el número de páginas de un libro, para evitar que los copistas engañen a los compradores haciéndoles pasar versiones más cortas. Cf. Esticometría de Nicéforo. Se refiere a ejemplares de calígrafos famosos, a bibliófilos y a bibliotecas, y habla de una subasta de libros y del comercio de libros. En la sección inicial se trata de los alfabetos de catorce pueblos y su forma de escribir, así como de la pluma, el papel y sus diferentes variedades. Sus discursos contienen secciones sobre los orígenes de la filosofía, sobre las vidas de Platón y Aristóteles, el origen de Las mil y una noches, pensamientos sobre las pirámides, sus opiniones sobre magia, hechicería, superstición y alquimia, etc. El capítulo dedicado a lo que el autor llama con bastante desdén «cuentos para dormir» y «fábulas» contiene una gran cantidad de material persa.
En el capítulo de obras anónimas de contenido variado hay una sección sobre «libros persas, indios, bizantinos y árabes sobre relaciones sexuales en forma de historias excitantes», pero las obras persas no están separadas de las demás; la lista incluye un «Libro de Bahrām-doḵt sobre las relaciones sexuales». A esto le siguen libros de persas, indios y otros sobre adivinación, libros de «todas las naciones» sobre equitación y artes de la guerra, luego sobre equitación y cetrería, algunos de ellos atribuidos específicamente a los persas. Luego hay reseñados libros de sabiduría y admonición de los persas y otros, incluyendo muchos ejemplos de literatura andarz persa, por ejemplo varios libros atribuidos a los emperadores Cosroes I, Ardache I, etc.

## Manuscritos
Gustav Flügel 
- Manuscrito antiguo de París: cuatro capítulos
- Manuscrito de Estambul: copia transcrita por Aḥmad al-Miṣrī para uso de De Slane en París
- Manuscrito de Viena: dos copias
- Manuscrito de Leiden: varios fragmentos

Bayard Dodge 
- Manuscrito de Beatty: catalogado como MS no. 3315 de la Biblioteca Chester Beatty en Dublín; hasta el cap. V, §.I, (relato de al-Nashi al-Kabir). 119 y siguientes, escritura a mano en antigua escritura nasji, que perteneció al historiador Aḥmad ibn 'Ali al-Maqrīzī.[n 3] El manuscrito de Beatty, una copia del original, probablemente sobrevivió la destrucción de Bagdad en 1258, habiendo sido llevado a Damasco, donde fue adquirido en 1423 por el historiador Aḥmad ibn 'Alī al-Maqrīzī. A la caída de Aḥmad Pāshā al-Jazzār (fallecido en 1804), estaba en la biblioteca de la gran mezquita de Acre y el manuscrito probablemente se dividió cuando fue robado de allí; más tarde, la primera mitad fue vendida por el comerciante Yahudah al coleccionista Chester Beatty para su biblioteca en Dublín.
- Manuscrito de 1934: biblioteca adyacente a la mezquita de Solimán en Estambul; “Suleymaniye G. Kütüphanesi kismi Shetit Ali Pasha 1934”; del cap. V, §.2., un relato de al-Wāsiṭī.
- Manuscritos 1134 y 1135 de la Biblioteca Koprülü, Estambul.
- Manuscrito de Tonk: Biblioteca Sa'īdīyah en Tonk, Rajastán. Originalmente pertenecía al Nabab.[n 4][8]
- Manuscrito 4457 de la Biblioteca Nacional de París (BNP), Fondo Árabe, 1953; cat., pag. 342 (cf. 5889, fol. 128, vol. 130), núm. 4457; primera parte; (AH 627/1229-30 d. C.); 237 folios.
- Manuscrito 4458 de la BNP, Fondo Árabe, 1953; cat., pág. 342 (cf. 5889, fol. 128, vol. 130), núm. 4458.
- Manuscritos de Viena, números 33 y 34.
- Manuscrito de Leiden (n.º 20 en Flügel)
- Manuscrito de Ṭanjah, Majallat Ma'had al-Khuṭūṭ al-'Arabīyah, publicado por la Liga de los Estados Árabes, El Cairo, vo. I, pt 2, pág. 179.)
- Apéndice de Aḥmad Taymūr Pasha de al-Fihrist, edición egipcia, El Cairo, Raḥmānīyah Press, 1929.